# Бар-сюр-Об (графство)
Бар-сюр-Об (Bar-sur-Aube) — графство в средневековой Франции, существовало с X века. Территория приблизительно соответствует современному одноимённому кантону.
Входило в епархию Лангра и в первой половине XII века находилось в вассальной зависимости от епископов. На востоке граничило с графством Труа, на юге — с графством Бар-сюр-Сен, на севере — с Шампанью.
Замок Бар-сюр-Об впервые упоминается в документе от 22 сентября 829 года («Barrense castro sive ad Morimunt»).
Первый граф, о котором имеются исторические сведения — Ношер I (ум. после 1011). О нём известно, что он был сыном Ашара, виконта де ла Ферте-сюр-Об.
В середине XI века графство Бар-сюр-Об перешло во владение графов Валуа, а в конце того же века — к Тибо III, графу Блуа. С тех пор находилось во владении графов Блуа и Шампани.

## Список графов Бар-сюр-Об (до присоединения к Блуа)
- Ношер I (ум. после 1011).
- Ношер II (ум. 1019/1040).
- Аэлис (1020/1025 — 11 сентября 1053), дочь. Четвёртым браком вышла замуж (1041/1045) за Рауля IV де Крепи, графа Валуа
- Готье де Валуа (погиб 1065/1067), сын
- Симон де Валуа (ум. 1080/1082), брат предыдущего, граф Валуа, Амьена, Мондидье и Бара-сюр-Об. В 1077 г. отрёкся и постригся в монахи.
- Адела (Аликс) де Валуа (ум. 1093/1100), дочь или внучка Рауля III де Валуа, жена Тибо III, графа Блуа.